# کارلو ویلا (بازیکن فوتبال)
کارلو ویلا (انگلیسی: Carlo Villa; ۲۸ مهٔ ۱۹۱۲ – ۵ دسامبر ۱۹۷۵) بازیکن فوتبال اهل ایتالیا بود.
از باشگاه‌هایی که در آن بازی کرده‌است می‌توان به باشگاه فوتبال جنوآ، باشگاه فوتبال اینتر میلان، باشگاه فوتبال نووارا، و باشگاه فوتبال آ.ث. میلان اشاره کرد.